# Jones County, North Carolina
Jones County är ett administrativt område i delstaten North Carolina, USA, med 10 153 invånare. Den administrativa huvudorten (county seat) är Trenton.

## Geografi
Enligt United States Census Bureau har countyt en total area på 1 225 km². 1 222 km² av den arean är land och 3 km² är vatten.

### Angränsande countyn
- Craven County - nordost
- Carteret County - sydost
- Onslow County - syd
- Duplin County - väst
- Lenoir County - nordväst